# ماتراوربی
ماتراوِربِی (به مجاری:  Mátraverebély) یک شهرداری در مجارستان است که در نوگراد واقع شده‌است. ماتراوربی ۱۸٫۴۰ کیلومتر مربع مساحت و ۲٬۲۵۲ نفر جمعیت دارد.